# Klubrádió

Empfangsmöglichkeiten von Klubrádió (2009)

Klubrádió ist ein privater unabhängiger Hörfunksender in Ungarn. Der „Talk- und Nachrichtensender“, wie sich Klubrádió selbst bezeichnet, gilt als Ungarns „einziger Oppositionssender“. Ihm wurde mit Wirkung zum 15. Februar 2021 als letztem bedeutendem unabhängigem Radiosender von der Fidesz dominierten Medienaufsicht Ungarns (NMHH) wegen „fortgesetzten Gesetzesverstößen“ die UKW-Sendelizenz entzogen.
Klubrádió setzt seinen Betrieb als Internetradio fort. Am 11. März 2021 hat der nur mit regierungsnahen Leuten besetzte Medienrat NMHH den Erhalt der Frequenz 92,9 MHz abgelehnt, die Bewerbung würde weder inhaltlich noch formell den Anforderungen entsprechen, der Geschäftsplan wäre nicht fundiert. Arató dementiert, verweist auf 20-jährigen erfolgreichen Betrieb und kündigt an, Berufung einzulegen.

## Geschichte
Der Ungarische Automobilclub Magyar Autóklub bewarb sich 1999 für zwei ausgeschriebene UKW-Frequenzen für Budapest. Im Dezember 1998 erhielt er den Zuschlag für eine Frequenz, baute die Infrastruktur des Senders auf und begann im April 1999, als erster Sender eines Autoclubs in Europa ein 24-Stunden-Programm auszustrahlen. Später verkaufte der Club den Sender an eine Firma, die der liberalen Partei Bund Freier Demokraten (SZDSZ) nahesteht. Der Sender änderte ab 2001 sein Format in ein reines Wort- und Nachrichtenprogramm.
Die rechtskonservative Regierung Viktor Orbáns schuf 2010 mit dem Mediengesetz die Staatliche Behörde für Medien und Nachrichtenübermittlung (NMHH), die über die Lizenzierung verfügt und mehrmals versuchte, den Betreibern des Klubradios die Sendefrequenz zu entziehen. Aufgrund verschiedener Gerichtsbeschlüsse und internationalen Drucks erhielt der Sender 2013 eine dauerhafte (sieben plus fünf Jahre) Zulassung, allerdings nur für den Großraum Budapest. Im September 2020 teilte der ungarische Medienrat mit, dass der im Februar 2021 auslaufende siebenjährige Frequenzvertrag nicht verlängert wird, was von einem Budapester Gericht bestätigt wurde.